# Prodasycnemis inornata
Prodasycnemis inornata là một loài bướm đêm trong họ Crambidae.